# 2020년 하계 올림픽 솔로몬 제도 선수단
2020년 하계 올림픽 솔로몬 제도 선수단에 관한 문서이다.
솔로몬 제도는 도쿄도에서 열리는 2020년 하계 올림픽에 참가했다. 원래 2020년 7월 24일부터 8월 9일까지 열릴 예정이었던 올림픽은 코로나19 범유행으로 인해 2021년 7월 23일부터 8월 8일로 연기되었다. 일본의 도쿄 참가는 1984년 첫 대회 이후 10번째 하계 올림픽 참가였다.
솔로몬 제도 대표단은 장거리 달리기 선수 샤론 피리수아(Sharon Firisua), 수영 선수 에드가 이로(Edgar Iro), 역도 선수 메리 키니 리푸(Mary Kini Lifu) 등 세 명의 선수로 구성됐다. 피리수아와 이로는 각각 세계 육상 연맹과 세계 수영 연맹(FINA)이 부여한 보편성 슬롯을 통해 자격을 얻었으며 리푸는 국제 역도 연맹이 부여한 순위에 따라 자신의 부문에서 가장 높은 순위의 오세아니아 선수가 되어 자격을 얻었다. 개막식에서는 피리수아와 이로가 기수를 맡았고, 폐막식에서는 리푸만이 깃발을 들고 있었다. 세 명의 선수 중 누구도 메달을 받지 못했고, 이번 대회에서 솔로몬 제도는 아직 올림픽 메달을 획득하지 못했다. 솔로몬 제도는 메달을 획득하지는 못했지만 이번 대회 참가가 2023년 태평양 게임 개최를 위한 학습의 장으로 활용되었다고 밝혔다.

## 출전 선수
| 종목 | 남자 | 여자 | 전체 |
| ---- | ---- | ---- | ---- |
| 육상 | 0    | 1    | 1    |
| 수영 | 1    | 0    | 1    |
| 역도 | 0    | 1    | 1    |
| 전체 | 1    | 2    | 3    |

## 같이 보기
- 올림픽 솔로몬 제도 선수단